# Васильків-Центр
Васильків-Центр — станція 5-го класу Київської дирекції Південно-Західної залізниці, кінцева на лінії від станції Васильків I. Розташована в місті Васильків Київської області. Має регулярне пряме сполучення з Києвом.

## Історія
Станція відкрита 1876 року за 10 км від Василькова, свою назву вона здобула завдяки географічній близькості до однойменного міста. Раніше і до 2022 року станція Васильків-Центр мала назву — Васильків II. Фізичного сполучення з містом залізницею не було до 1927 року, коли відбулося будівництво лінії станції Васильків I та станції Васильків II в долині річки Стугна.

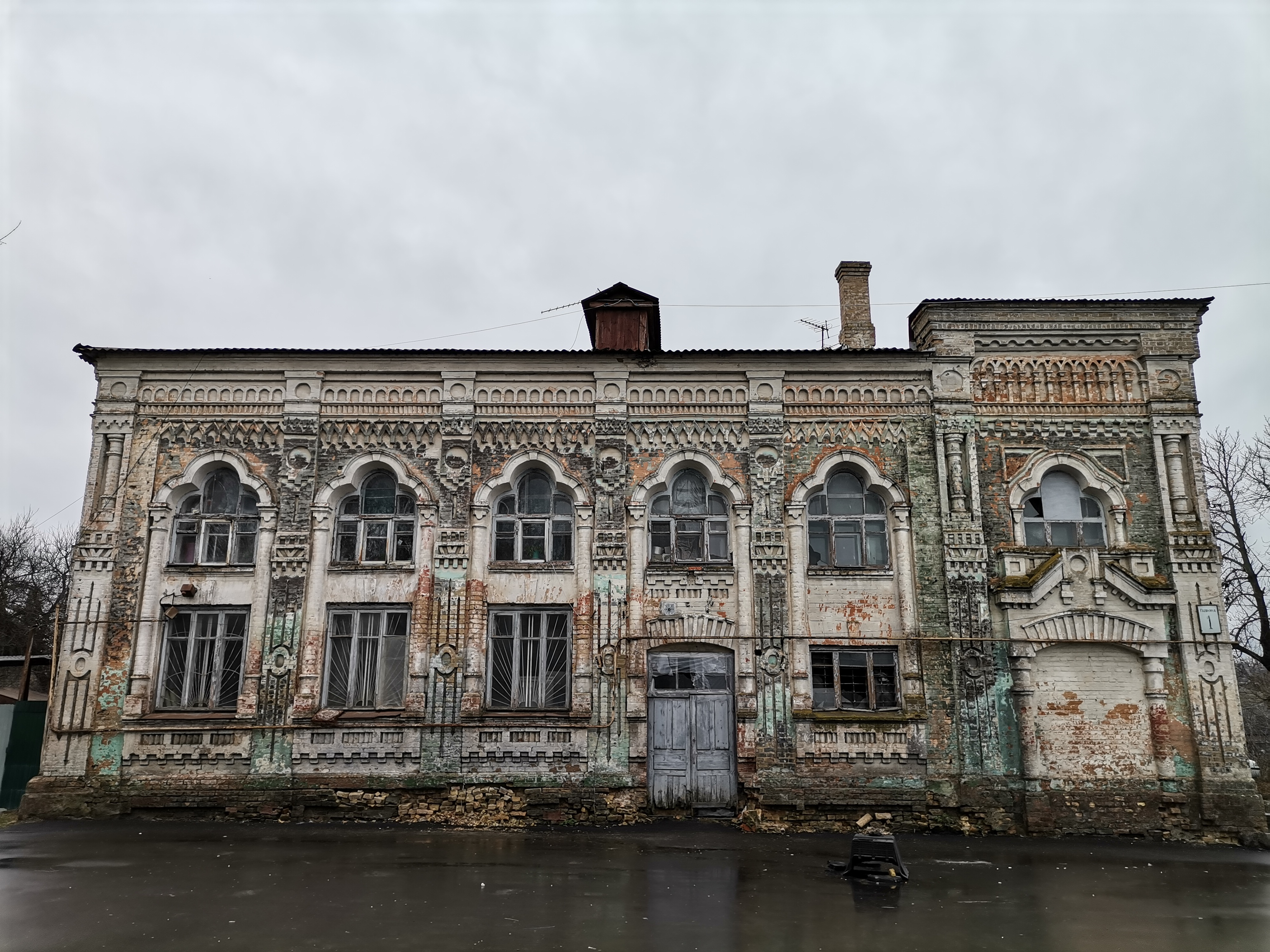
Будівля синагоги «Бейкер»

Вокзал станції раніше знаходився у будівлі колишньої синагоги «Бейкер». Нині будівля перебуває у комунальній власності і там проживають декілька сімей залізничників.
До 1941 року станцію активно використовували для підвезення пасажирів, попри те, що вона «тупикова».
У повоєнний період до станції Васильків II було  організоване «човникове сполучення», яке на початку 1990-х років  було припинено.
У 2020 році заступник Міністра фінансів України Олександр Кава заявив про необхідність електрифікації дільниці до станції Васильків I.
До 2021 року станцію Васильків II використовували як під'їзний шлях до найближчих підприємств, що розташовані поруч із залізничною інфраструктурою.
17 червня 2021 року між Васильківською територіальною громадою та регіональною філією «Південно-Західна Залізниця» підписано меморандум, який передбачав відновлення пасажирського сполучення. Залізнична станція в місті Васильків — це другий новий інфраструктурний об'єкт пасажирського напряму за всю історію Укрзалізниці. До цього був лише «Бориспільський експрес», який залізницею доправляє пасажирів із залізничного вокзалу до аеропорту. Станція Васильків II є частиною проєкту «Kyiv City Express» програми «Велике будівництво».
У вересні 2021 року Південно-Західна залізниця оголосила два тендери на електрифікацію дільниці Васильків I — Васильків II. Загальна вартість робіт складає 55,8 млн грн. Згідно з тендерною документацією, підрядник, крім електрифікації колій, має замінити стрілочні переводи, сигналізацію, світлофори, облаштувати систему оповіщення пасажирів та відремонтувати платформи на станції Васильків II. Наприкінці 2021 року заплановано завершити роботи з електрифікації.
21 грудня 2021 року був завершений комплекс будівельних робіт на ділянці залізниці Васильків I — Васильків II. Саме в цей день проведені  випробування нової колії та контактної мережі локомотивом ЧС4-077.

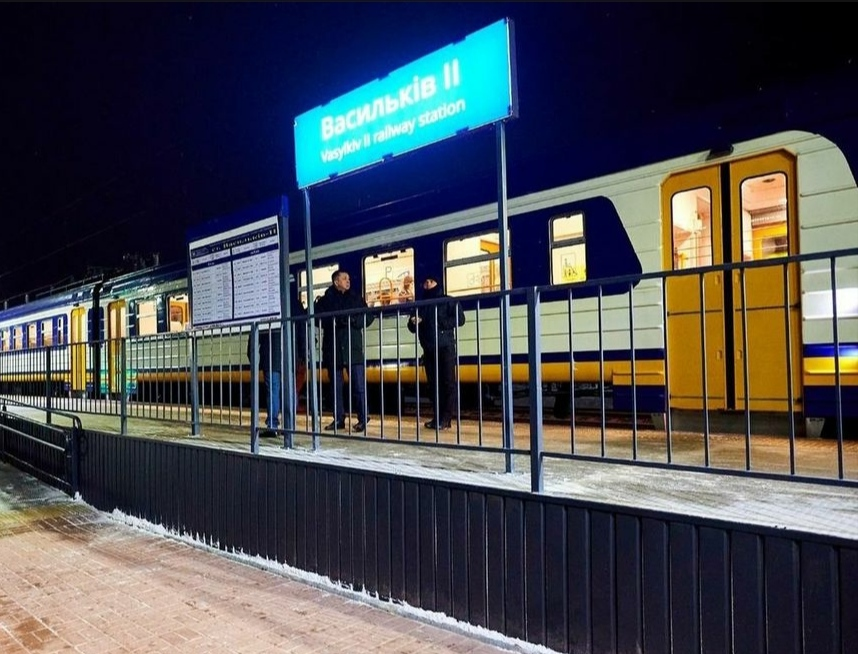
Електропоїзд ЕР9М на платформі станції Васильків ІІ

29 грудня 2021 року зі станції Васильків ІІ відправлено перший рейс приміського електропоїзда в рамках проєкту «Kyiv City Express» під № 6042 до станції Київ-Пасажирський. Проєкт реалізований впродовж 6 місяців. Щодоби по буднях за маршрутом призначено 9 пар електропоїздів, у вихідні дні — 6 пар. Наразі, мешканці міста-супутника Києва отримали альтернативу маршруткам і мають можливість дістатися до столиці витрачаючи на дорогу близько 40 хвилин. Таким чином з 29 грудня 2021 року встановлено рух електропоїздів за маршрутом на Київ.
Під час реконструкції дільниці Васильків I — Васильків ІІ встановлено 258 опор та електрифіковано змінним струмом (~25 кВ) 11 км колій, модернізували 4 залізничні переїзди, капітально відремонтували понад 10 км колій, уклали майже 9 км плит безстикового шляху та розчистили смугу відведення від дерев та іншої рослинності. Також на ділянці запровадили сучасну мікропроцесорну систему стрілок та сигналів.

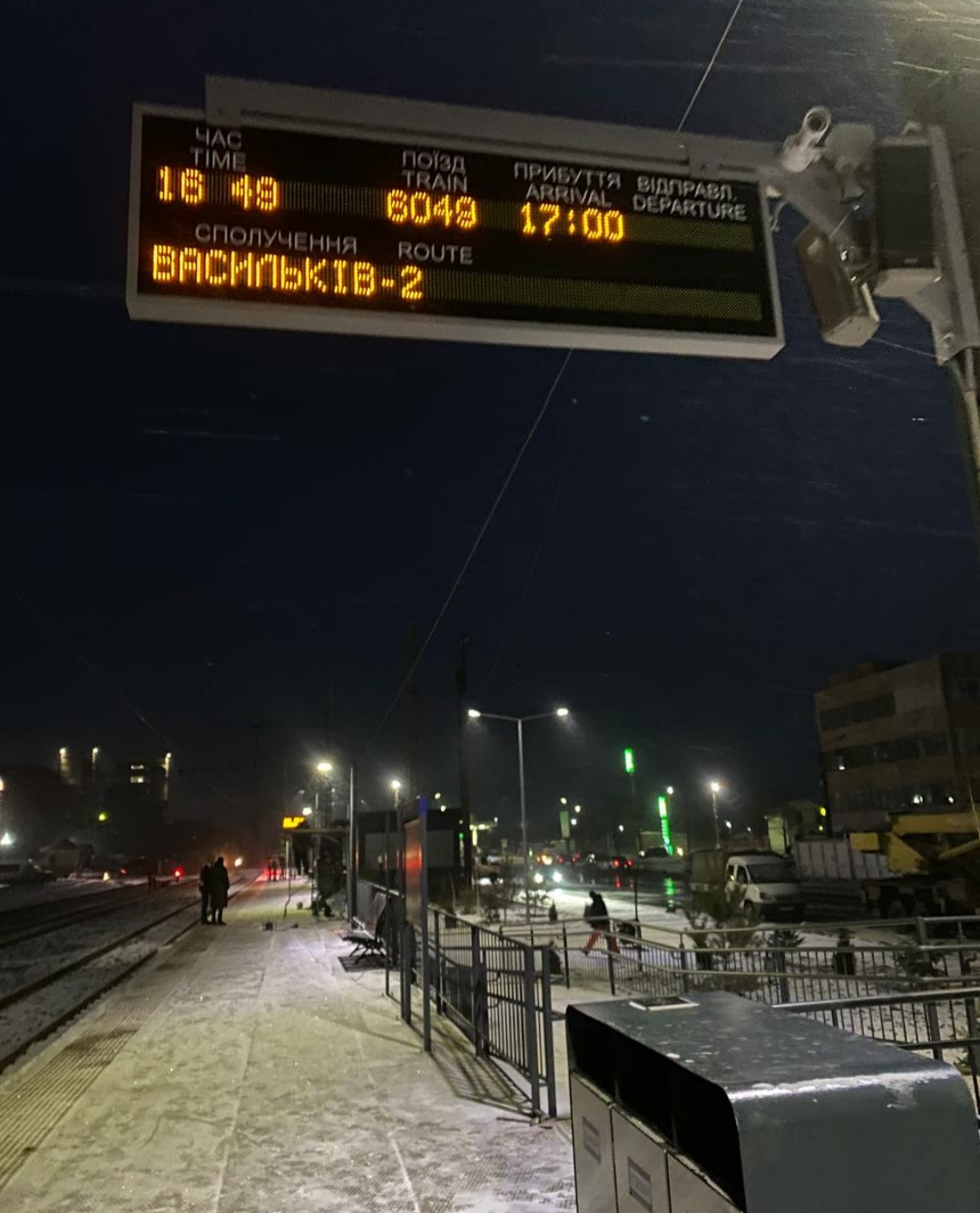
Електронне інформаційне табло

Крім того, збудовано нову пасажирську платформу у Василькові, яка розташована в центрі міста, куди віднині курсують усі приміські електропоїзди з Києва. Раніше вони прибували на станцію Васильків I, яка знаходиться у селищі Калинівка, що за 10 км від Василькова. Нова платформа має систему звукового сповіщення пасажирів, встановлено систему відеоспостереження та інформаційні табло.
Після початку військової агресії рф проти України 24 лютого 2022 року рух приміських електропоїздів тимчасово припинився, а на платформі демонтовані електронні табло. Через паливну кризу мешканці Василькова активно користуються громадським транспортом та сподіваються на найшвидше відновлення регулярного руху електропоїздів до Києва.
З 17 червня 2022 року, для покращення обслуговування пасажирів у приміському сполученні, «Укрзалізниця» відновлює логістику Київщини, між столицею та містом-сателітом Васильків з призначенням щоденного курсування приміських поїздів. У сполученні Васильків ІІ — Київ-Пасажирський (Приміський вокзал) призначені рейси:
№ 6040, 6044, 6048, 6052, 6056. У сполученні Київ-Пасажирський (Приміський вокзал) — Васильків ІІ  рейси: № 6039, 6043, 6047, 6051, 6057. Зупинки передбачені на станціях та зупинних пунктах Здорівка, Васильків I, Глеваха, Боярка, Тарасівка, Вишневе, Київ-Волинський, Караваєві Дачі. 
Рух зазначених поїздів був призупинений у зв'язку з веденням бойових дій у безпосередній  близькості із залізницею.
1 липня 2022 року станція Васильків ІІ перейменована на сучасну назву. У 2024/2025 роках курсує 6 пар електропоїздів за маршрутом Київ - Васильків-Центр та 1 вечірній електропоїзд до станції Васильків I.

## Пасажирське сполучення
| Рух електропоїздів по станції Васильків II |                         |          |              |                          |          |
| №                                          | Маршрут сполучення      | Прибуття | Відправлення | Періодичність курсування | Примітки |
| 6042                                       | Васильків — Київ        | —        | 06:14        | Щоденно                  |          |
| 6044                                       | Васильків — Київ        | —        | 07:05        | По буднях                |          |
| 6041                                       | Київ — Васильків        | 09:03    | —            | Щоденно                  |          |
| 6046                                       | Васильків — Київ        | —        | 09:40        | Щоденно                  |          |
| 6043                                       | Київ — Васильків        | 16:57    | —            | По буднях                |          |
| 6048                                       | Васильків — Київ        | —        | 17:19        | По буднях                |          |
| 6045                                       | Київ — Васильків        | 18:26    | —            | Щоденно                  |          |
| 6050                                       | Васильків — Київ        | —        | 18:36        | Щоденно                  |          |
| 6047                                       | Київ — Васильків        | 19:37    | —            | По буднях                |          |
| 6052                                       | Васильків — Київ        | —        | 20:00        | По буднях                |          |
| 6049                                       | Київ — Васильків        | 20:37    | —            | Щоденно                  |          |
| 6054                                       | Васильків — Васильків I | —        | 20:47        | Щоденно                  |          |

Маршрут обслуговують два електропоїзда ЕР9М-501 та ЕР9М-519, що пройшли капітально-відновлювальний ремонт на Київському електровагоноремонтному заводі.
До 31 січня 2022 року Васильківською міською громадою, за сприяння депутата Київської обласної ради Андрія Засухи, організовано три тимчасові безкоштовні «міжпікові» рейси до Києва та зворотно, на інші рейси, які курсують із зупинками. Мешканцям Васильківської громади необхідно брати проїзні квитки в касі на станції Васильків ІІ, оскільки зазначеними рейсами користуються також мешканці інших громад.